# Корпаши, Балинт
Балинт Корпаши (венг. Korpási Bálint, р.30 марта 1987) — венгерский борец греко-римского стиля, призёр Европейских игр, чемпион мира и Европы.

## Биография
Родился в 1987 году в Эстергоме. В 2015 году стал серебряным призёром Европейских игр. В 2016 году стал чемпионом мира и бронзовым призёром чемпионата Европы. В 2017 году стал чемпионом Европы и бронзовым призёром чемпионата мира. В 2018 году стал бронзовым призёром чемпионата Европы и серебряным призёром чемпионата мира.
На предолимпийском чемпионате мира 2019 года, который проходил в столице Казахстана, в весовой категории до 72 кг завоевал бронзовую медаль уступив в полуфинале борцу из России Абуязиду Манцигову.